# Alex Laurent
Alex Laurent (Lussemburgo, 6 giugno 1993) è un cestista lussemburghese.

## Palmarès
- Campionato lussemburghese: 3

Amicale Steesel: 2015-16, 2016-17, 2023-24
- Coppa del Lussemburgo: 2

Amicale Steesel: 2015, 2017